# Potsdamska konferenca
Potsdamska konferenca (angleško Potsdam Agreement, rusko Потсдамское соглашение, latinizirano: Potsdamskoe soglašenje) je potekala na Cecilienhofu, domu princa Wilhelma Hohenzollerna, v Potsdamu, Nemčija, od 17. julija do 2. avgusta 1945. Države udeleženke so bile Sovjetska zveza, Združeno kraljestvo in ZDA. Predstavljali so jih generalni sekretar sovjetske komunistične partije Josif Stalin, ministrski predsednik Združenega kraljestva Winston Churchill in kasneje Clement Attlee ter predsednik ZDA Harry S. Truman. 
Stalin, Churchill in Truman – pa tudi Attlee, ki je Churchilla nadomestil po porazu na volitvah, so se zbrali, da bi se dogovorili, kaj narediti z nacistično Nemčijo, ki je devet tednov pred tem, 8. maja 1945, podpisala brezpogojno kapitulacijo. Cilji konference so obsegali tudi vzpostavitev povojnega reda, mirovne pogodbe in spoprijem s posledicami vojne.